# Mikrus ugandensis
Mikrus ugandensis är en spindelart som beskrevs av Wesolowska 200. Mikrus ugandensis ingår i släktet Mikrus och familjen hoppspindlar. Inga underarter finns listade i Catalogue of Life.